# Juno Award/Best Jazz Album
Der Juno Award für das Best Jazz Album war ein Musikpreis, der von der Canadian Academy of Recording Arts and Sciences (CARAS) jährlich im Rahmen der gleichnamigen Preisverleihung verliehen wurde. Er richtete sich an kanadische Künstler, die dem Jazz zuzuordnen sind. Der Preis wurde von 1977 bis 1993 vergeben. Anschließend wurde er in zwei Kategorien aufgeteilt:  Juno Contemporary Jazz Album of the Year und Mainstream/Traditional Jazz.

## Übersicht
| Jahr | Sieger                                  | Album                     | Nominierungen | Ref.  |
| ---- | --------------------------------------- | ------------------------- | --- | ----- |
| 1977 | Nimmons 'n' Nine Plus Six               | The Atlantic Suite        | - Jingle Man – Moe Koffman - Travelin' On – Oscar Peterson - The Jazz Album – Rob McConnell and the Boss Brass - Nowhere But Here – Joel Shulman |       |
| 1978 | Rob McConnell and the Boss Brass        | Big Band Jazz             | - Ed Bickert – Ed Bickert - Museum Pieces – Moe Koffman - Transformations/Invocation – Nimmons 'n' Nine Plus Six - Country Place – Don Thompson |       |
| 1979 | Tommy Banks Big Band feat. Big Miller   | Jazz Canada Montreux 1978 | - Big Band Jazz, Vol. II – Humber College Jazz Ensemble - Things Are Looking Up – Moe Koffman - Bones Blues – Pete Magadini - More Than Ever – Ted Moses |       |
| 1980 | Ed Bickert and Don Thompson             | Sackville 4005            | - Determination – Michael Stuart, Keith Blackley - Night Child – Oscar Peterson - Rob McConnell & The Boss Brass Again – Rob McConnell and the Boss Brass - Walking on Air – Jim Galloway                                                                     |       |
| 1981 | Rob McConnell and the Boss Brass        | Present Perfect           | - The Book of the Heart – Glen Hall - Circles – Don Thompson - Entre Amis – Bob Stroup - Live in Jazz City – Bob Stroup - Tommy Ambrose at Last – Tommy Ambrose with the Doug Riley Band                                                                      |       |
| 1982 | The Brass Connection                    | The Brass Connection      | - Au Privave – Wray Downes and Dave Young - Clear Vision – Joe Sealy - Jump Street – Peter Leitch - Live in Digital – Rob McConnell and the Boss Brass |       |
| 1983 | Fraser MacPherson and Oliver Gannon     | I Didn't Know About You   | - Bells – Don Thompson and Rob Piltch - Blues Tales in Time – Paul Cram - Sometime in Another Life – Peter Leitch and George McFetridge - Time Warp – Time Warp                                                                                               |       |
| 1984 | Rob McConnell and the Boss Brass        | All in Good Time          | - A New Look – Doug Hamilton and The Brass Connection - Bye Bye Baby – Ed Bickert - Indian Summer – Fraser MacPherson - The Lion's Eyes – Steve Holt |       |
| 1985 | Don Thompson                            | A Beautiful Friendship    | - Avenue B – The Bill King Quintet - Free for Now – The Oliver Whitehead Quintet - MacPherson – Fraser MacPherson - The Many Moods of Oliver Jones – Oliver Jones                                                                                             |       |
| 1986 | Oliver Jones                            | Lights of Burgundy        | - Atras De Porta – Rob McConnell and the Boss Brass - Boss Brass & Woods – Rob McConnell and the Boss Brass featuring Phil Woods - Doomsday Machine – Denny Christianson Big Band - The Rob McConnell Sextet Old Friends/New Music – The Rob McConnell Sextet |       |
| 1987 | Oscar Peterson                          | If You Could See Me Now   | - Cafe Alto – Dave Turner - Speak Low, Swing Hard —Oliver Jones Trio - Streetniks – The Shuffle Demons - Trio Jon Ballantyne – Jon Ballantyne |       |
| 1989 | The Hugh Fraser Quintet                 | Looking Up                | - Beyond Benghazi – Paul Cram Orchestra - Contredanse – Karen Young and Michel Donato - In Dew Time – Jane Bunnett - Jean Beaudet Quartet – Jean Beaudet Quartet                                                                                              |       |
| 1990 | Jon Ballantyne Trio feat. Joe Henderson | Skydance                  | - Friday the 14th – Bernie Senensky - Off Centre – Time Warp - Pas de Probleme – The Hugh Fraser Quintet - Something's Here – The Edmonton Jazz Ensemble |       |
| 1991 | Mike Murley                             | Two Sides                 | - The Dave McMurdo Jazz Orchestra – Dave McMurdo - Oscar Peterson Live – Oscar Peterson - Renee Rosnes – Renee Rosnes - Time Warp Live at George's Jazz Room – Time Warp                                                                                      |       |
| 1992 | Rob McConnell and the Boss Brass        | The Brass Is Back         | - Climbing – Barry Elmes - Gliding – Stan Samole |       |
| 1992 | Brian Dickinson                         | In Transition             | - Climbing – Barry Elmes - Gliding – Stan Samole |       |
| 1992 | Renee Rosnes                            | For the Moment            | - Climbing – Barry Elmes - Gliding – Stan Samole |       |
| 1993 | P. J. Perry                             | My Ideal                  | - Brassy and Sassy – Rob McConnell and The Boss Brass - Last Call at the Blue Note – Oscar Peterson Trio - Rectangle Man – John Stetch - Time & Tide – Mike Murley                                                                                            | [ 2 ] |